# Aleksandr Nikolaevič Balandin
Aleksandr Nikolaevič Balandin, (in russo Александр Николаевич Баландин?) (Frjazino, 30 luglio 1953), è un cosmonauta sovietico.
È stato selezionato come cosmonauta il 1º dicembre, 1978 e si è ritirato il 17 ottobre, 1994. Ha volato come ingegnere di volo su Sojuz TM-9. È sposato ed ha due figli.